# Philippa Dunne
Philippa Dunne es una actriz y guionista irlandesa. Es más conocida por coescribir y protagonizar la comedia de RTÉ The Walshes, así como los papeles de Anne Flynn en Motherland, Geraldine Devlin en Derry Girls o Ria en This Is Going to Hurt.

## Vida y carrera
Dunne nació en el Condado de Mayo (Irlanda) Se formó en la Gaiety School of Acting antes de iniciar su carrera profesional en 2009. Debutó como actriz y guionista en el telefilme Dublin Stories y apareció en dos episodios de Rental Boys. En 2010, coescribió y apareció en The Taste of Home. En 2014, escribió y protagonizó la comedia de RTÉ One The Walshes como Carmel Walsh.
Desde 2016, Dunne ha retratado a Anne Flynn en la comedia de la BBC Two Motherland, apareciendo en los 19 episodios. En 2019, comenzó a aparecer en la sitcom de Channel 4 y Netflix Derry Girls como Geraldine Devlin, la madre de una de las protagonistas, Clare Devlin. Dunne apareció en la serie de forma recurrente hasta su final en mayo de 2022. Dunne fue entonces elegida en la serie de comedia-drama médica de la BBC One This Is Going to Hurt como Ria, la recepcionista. La serie comenzó a emitirse el 8 de febrero de 2022. También apareció como concursante en Celebrity Mastermind, siendo su tema especializado la película de 1980 de Stanley Kubrick El resplandor.
Dunne está casada; ella y su marido tienen un hijo, nacido a finales de 2020. La hija pequeña de Dunne apareció en la tercera serie de Motherland como Niamh, la hija del personaje de Dunne.

## Filmografía
| Año       | Título                    | Papel                 | Notas                                       |
| --------- | ------------------------- | --------------------- | ------------------------------------------- |
| 2009      | Dublin Stories            | Orflaith              | Película para televisión; también guionista |
| 2009      | Rental Boys               | Kato/Princess Nagsrec | 2 episodios                                 |
| 2010      | The Taste of Home         | Carmel                | También guionista                           |
| 2014      | The Walshes               | Carmel Walsh          | Papel principal; también guionista          |
| 2014      | Glue                      | Nurse Petra           | 1 episodio                                  |
| 2016      | Sky Comedy Shorts: Quints | Lenore Kavanagh       | Película para televisión; también guionista |
| 2016–2022 | Motherland                | Anne Flynn            | Papel principal                             |
| 2017      | The School                | Eunice Lordan         | 3 episodios                                 |
| 2018      | Sky Comedy Shorts         | Susan                 | Episodio: "Kris Marshall's Whodunnit"       |
| 2019–2022 | Derry Girls               | Geraldine Devlin      | Papel recurrente; 7 episodios               |
| 2020      | The Bright Side           | Recepcionista de A&E  | Película                                    |
| 2021      | The Nevers                | Mrs. Haplisch         | Episodio: "Money"                           |
| 2022      | This Is Going to Hurt     | Ria                   | Papel principal                             |
| 2022      | Celebrity Mastermind      | Como ella misma       | Participante                                |
| 2022      | Shelf Life                | Dorothy               | Cortometraje                                |
| 2023      | The Woman in the Wall     | Niamh                 |                                             |